# 小錫達 (愛荷華州)
小錫達（英語：Little Cedar）是位於美國愛荷華州米切爾縣的一個人口普查指定地區。

## 人口
根據2010年美國人口普查的數據，小錫達的面積為4.58平方千米，當中陸地面積為4.58平方千米，而水域面積為0.00平方千米。當地共有人口60人，而人口密度為每平方千米13.1人。